# Antonio Patriota
Antonio de Aguiar Patriota (Río de Janeiro, 27 de abril de 1954) es un filósofo y diplomático brasileño.
Fue Embajador de Brasil en Estados Unidos, viceministro de Relaciones Exteriores y, desde el 1 de enero de 2011, ministro de Relaciones Exteriores ("Canciller")  de Brasil, hasta su renuncia el 26 de agosto de 2013.
Concomitántemente a su sustitución (por Luiz Alberto Figueiredo), la presidenta de Brasil, Dilma Rousseff, lo indicó para el cargo de embajador permanente de Brasil ante las Naciones Unidas, en Nueva York, desempeñando el cargo hasta 2016, cuando fue nombrado embajador en Italia.
El Embajador Antonio Patriota es licenciado en Filosofía por la Universidad de Ginebra. Su hermano es diplomático, Guilherme De Aguiar Patriota.

## Condecoraciones
- Grã-Cruz da Ordem de Rio Branco, Brasil.
- Grã-Cruz da Ordem do Mérito Militar, Brasil.
- Ordem do Mérito Militar, Brasil.
- Medalha da Vitória, Brasil.
- Orden Nacional al Mérito, Francia.
- Gran Oficial de la Orden Real al Mérito, Noruega.
- Gran Oficial de la Orden Alauita, Marruecos.
- Gran Cruz de la Orden del Libertador San Martín, Argentina.